# Sumail
Сайед Сумейл Хассан (урду سمیل حسان‎; род. 18 мая 1999, Карачи) — пакистано-американский киберспортсмен по Dota 2, более известный как Sumail. Выступает за команду Nigma Galaxy.

## Биография
Сумейл родился 13 февраля 1999 года в Карачи, Пакистан. В 2012 году вместе с семьёй переехал в США и обосновался в Роузмонте, штат Иллинойс. Его брат, Явар Хассан, также профессиональный игрок в Dota 2.

## Карьера
В январе 2015 года подписал контракт с Evil Geniuses. В марте вместе с командой выиграл Dota 2 Asia Championships, а в августе стал чемпионом The International 2015, получив более $1 млн призовых, став самым молодым игроком с таким достижением. В 2016 году вошёл в список «30 самых влиятельных подростков» по версии Time.
В 2019 году перешёл в Quincy Crew, но уже через несколько недель стал игроком OG (2020). В апреле 2021 года выступал за Team Liquid в сезоне Dota Pro Circuit. Затем вернулся в OG, после чего выступал за Team Secret и Nigma Galaxy.
В мае 2023 года играл на правах аренды за Team Aster до окончания цикла The International 2023. В 2024 году он принял участие в турнире 1win Series Dota 2 Fall. В феврале 2025 года играл за Falcons на DreamLeague Season 25.